# Slag bij Turijn (312)
De Slag bij Turijn vond plaats in 312 tussen het leger van Constantijn I en de troepen van zijn rivaal Maxentius. Deze beroemde veldslag werd gewonnen door Constantijn.

## Aanleiding en voorspel
Na de machtsstrijd die volgde op de troonsafstand van Romeinse keizer Diocletianus in 305 volgde in 308 een toenadering tussen de diverse troonopvolgers. Op de Conferentie van Carnuntum werd bepaald dat Galerius keizer van het oosten zou zijn, met Maximinus Daia als onderkoning, en dat Licinius de macht in het westen zou uitoefenen, geholpen door Constantijn. Maar deze afspraken werkten niet omdat Maxentius, die niet meedeed aan de conferentie, zijn positie in Rome niet wilde opgeven en Licinius, de aangewezen persoon om hem te bestrijden, er niets aan deed. De situatie werd nog gecompliceerder toen Galerius in plaats van Maximinus Daia, Licinius als zijn opvolger aanwees. Deze ontwikkelingen gaven Constantijn de gelegenheid tegen Maxentius ten strijde te trekken.
Terwijl Maxentius zich verschanste in Rome met een uit 100.000 soldaten bestaand leger, trok Constantijn hem vanuit Gallië tegemoet met een half zo groot leger, dat voor een groot deel bestond uit veterani. Zij doorkruisten de Alpen door de pas van de Mont-Cenis te passeren en ontmoetten in Segusia (Susa) de eerste weerstand van Maxentius' leger. Deze stad werd ingenomen en op bevel van Constantijn in brand gestoken. Door deze daad te stellen wilde hij de bevolking van Italië tonen, dat zij hun steden beter niet voor hem gesloten konden houden.

## De veldslag
Na de inname van Susa trok Constantijn verder richting Turijn. Om het leger van Constantijn tegen te houden had Maxentius vanuit Rome een groot leger naar het noorden gezonden, waaraan een groot contingent zware cavalerie was toegevoegd. Deze elite-eenheid was naar Perzisch voorbeeld gehuld in zware harnassen. In de buurt van Turijn kwamen beide legers tegenover elkaar te staan. Constantijn stelde zijn infanterie op tegenover de cavalerie van Maxentius en gaf opdracht de vijand aan te vallen. In het gevecht dat hierop volgde, kon de zwaar geharnaste cavalerie niet goed uit de voeten komen. De ruiters kwamen klem te zitten tussen de infanterie van Constantijn en ze werden met grote knuppels van hun paarden geslagen, en op de grond gedood.. Hierdoor kantelde de slag in het voordeel van Constantijn. Het leger van Maxentius sloeg op de vlucht en probeerde een veilig heenkomen te vinden in Turijn, maar de stadsbevolking weigerde het toe te laten. Spoedig arriveerde het leger van Constantijn, waarna er voor de muren van de stad een slachting plaatsvond.

## Nasleep
Na het behalen van de overwinning bij Turijn trok Constantijn verder Italië binnen. Hij vierde zijn overwinning in Mediolanum (Milaan) en marcheerde richting Brescia en Verona. Maxentius had wel een slag verloren, maar hij was niet verslagen. Spoedig zou er een nieuw treffen plaatsvinden.